# Halloween (Brooklyn Nine-Nine)
"Halloween" es el sexto episodio de la primera temporada de la serie de televisión de comedia policiaca estadounidense Brooklyn Nine-Nine. Es el sexto episodio general de la serie y está escrito por Lesley Arfin y dirigido por Dean Holland. Se emitió por Fox en los Estados Unidos el 22 de octubre de 2013. Es el sexto episodio en ser transmitido pero es el séptimo episodio en ser producido.

## Argumento
Es Halloween, pero Amy Santiago (Melissa Fumero) es la única que lo desprecia, citando el bajo nivel que todos le dan. Mientras habla con el recinto, Jake Peralta (Andy Samberg) se jacta de que nadie lo atraparía si fuera un criminal. Raymond Holt (Andre Braugher) escucha y le dice que lo atraparía fácilmente. Luego deciden hacer una apuesta: Peralta deberá robar la Medalla al Valor de Holt antes de la medianoche. Si Peralta gana, Holt tendrá que hacer el papeleo de Peralta y llamarlo su mejor detective; si gana Holt, Peralta tendrá que trabajar cinco fines de semana sin salario extra.
Terry Jeffords (Terry Crews) descubre que Rosa Díaz (Stephanie Beatriz) fue a la escuela católica hasta que abandonó y se propone averiguar por qué se fue. Mientras tanto, a Santiago y Charles Boyle (Joe Lo Truglio) se les asigna un caso para romper un negocio de drogas en una fiesta de Halloween, que involucra disfraces, para consternación de Santiago. Debido a la inseguridad de Santiago con su disfraz, le paga a Michael Hitchcock (Dirk Blocker) para que la reemplace. Peralta usa muchos planes para intentar ingresar a la oficina de Holt, donde la medalla está asegurada en una bóveda cerrada a la que solo se puede acceder con una llave y un código que solo Holt conoce, pero encuentra problemas como caer a través de un conducto de aire y no poder replicar el llave.
Jeffords se pone en contacto con la escuela católica y descubre que Díaz era un buen estudiante pero se fue voluntariamente para ingresar a una academia de ballet. Decide no contárselo a nadie. Holt es enviado al interrogatorio después de que arrestan a Peralta por intentar escalar el edificio con un matafuegos. Sin embargo, Peralta le revela su plan a Holt: sin que Holt lo supiera, Peralta usó en secreto a Díaz para abrir el gabinete, Jeffords y Santiago para abrir la ventana de la oficina, y Jeffords y Boyle para copiar las huellas digitales de Holt en el teléfono con un papel de plástico y usarlo para abre la bóveda. Peralta termina ganando la apuesta y Holt comienza a trabajar en el papeleo. El episodio termina cuando Díaz ataca a un preso fugitivo, diciéndole a Jeffords que ella dejó la escuela de ballet por golpear a unas compañeras de baile.

## Recepción

### Espectadores
En su emisión estadounidense original, "Halloween" fue visto por un estimado de 3,77 millones de espectadores domésticos y obtuvo una cuota de audiencia de 1,6 / 4 entre los adultos de 18 a 49 años, según Nielsen Media Research. Este fue un ligero aumento en la audiencia con respecto al episodio anterior, que fue visto por 3,43 millones de espectadores con un 1,5 / 4 en la demografía de 18 a 49 años. Esto significa que el 1,6 por ciento de todos los hogares con televisores vieron el episodio, mientras que el 4 por ciento de todos los hogares que veían televisión en ese momento lo vieron. Con estas calificaciones, Brooklyn Nine-Nine fue el segundo programa más visto en FOX durante la noche, superando a Dads y The Mindy Project, pero detrás de New Girl, cuarto en su franja horaria y noveno por la noche en la demografía 18-49.

### Revisiones críticas
"Halloween" recibió críticas en su mayoría positivas de los críticos. Roth Cornet de IGN le dio al episodio un "excelente" 8.0 sobre 10 y escribió: "Hay quienes no se preocupan por los episodios de televisión con temas navideños, pero siempre he tenido cariño por ellos. Hay ciertos estándares historias que se utilizan, claro, pero hay ciertos comportamientos que vemos repetidos en nuestras vidas durante las vacaciones: entusiasmo excesivo, entusiasmo insuficiente y todas las risas, por nombrar algunos. De esa manera, se siente como si los tropos de la televisión están bastante sincronizados con el mundo y con los acontecimientos festivos habituales. La respuesta de un personaje a las festividades a menudo revelará cosas sobre él que otras circunstancias no pueden ".
Molly Eichel de The A.V. Club le dio al episodio una calificación de "A-" y escribió: "'Halloween' es un episodio de temática navideña, que aparentemente lo condena a un cliché desde el principio. Luego, otras capas de exageración se incluyen en la trama: disgusto por unas vacaciones que conduce a aprender la lección de dichas vacaciones, el compañero de trabajo con un secreto, los desafíos aceptados. Pero 'Halloween' funcionó de una manera que en el papel realmente no debería haberlo hecho, en parte porque la trama principal podría haber ocurrido durante cualquier episodio, con temática navideña o no. Fue aumentado por el telón de fondo de Halloween, pero ciertamente no dependió de él ".